# Внутрішній конфлікт
Внутрішній,  внутрішньоособистісний  або інтрапсихічний конфлікт — стан конгітивного дисонансу внаслідок кризи гармонізації особистості, при якій бажання і вимоги особистості суперечать одне з одним чи з можливістю їх реалізації. Він зумовлений з внутрішніми (особистісними) причинами і зовнішніми обставинами (культурою, суспільством).
Цей стан може викликати психосоматичні захворювання.
За дослідженнями О. Я. Анцупова, А. І. Шипілова, Ф. Є. Василюка, О. М. Леонтьєва, В. С. Мерліна і С. Л. Рубінштейна, виділяються особистісні та ситуативні умови виникнення конфлікту.